# Геро Грозев
Геро Бойчев Грозев е български политик от БКП.

## Биография
Роден е на 13 април 1921 г. в село Стрелча, днес град. Учи в гимназията в Копривщица. От 1936 г. е член на РМС, а от 1942 г. на БКП. В гимназията е отговорник за петите класове, а после член на гимназиалното ръководство на РМС. От 1940 до 1941 г. е районен отговорник на РМС за Стрелча. През 1941 г. записва да учи медицина в София. Член и секретар на Ученическото бюро при ЦК на РМС. Излиза в нелегалност от 1942 г. Арестуван е през март 1943 г., но освободен, а след това през май 1943 г. отново е арестуван и осъден на доживотен затвор. Лежи в затворите в София, Сливен и Стара Загора до септември 1944 г.
След 9 септември 1944 г. е организационен секретар на Областния комитет на РМС в Стара Загора. От 1945 до 1947 г. е секретар на Областния комитет на РМС в София и член на ЦК на РМС. След това е завеждащ отдел в ЦК на РМС и организационен секретар. От декември 1947 до септември 1948 г. е председател на СНМ. След това учи 1 година в партийна школа до юли 1949 г. Между юли 1949 и ноември 1950 г. е председател на ЦК на ДСНМ.
Член е на Президиума на I народно събрание. Първи секретар на Окръжния комитет на БКП в Пловдив от ноември 1950. Посланик на България в Прага. От 1958 до 1971 г. е кандидат-член на ЦК на БКП, а от 1971 до 1990 г. и член на ЦК на БКП.
На 4 август 2014 г. посмъртно е обявен за „Почетен гражданин на Стрелча“ поради заслугите му за обявяването на селото за град и национален курорт през 1969 г. На негово име има улица в родния му град.